# 모치즈키 히사요
모치즈키 히사요(望月 久代, 1978년 4월 27일 ~ )는 일본의 성우이며, 도쿄도 출신이다. 주로 어리숙한 이미지의 소녀 연기를 많이 하고 있다.

## 출연작

### TV 애니메이션
2001년
- 마법소녀 고양이 타루토(타루토 아라모드, 타이 아라모드)
- 시스터 프린세스(카호)

2002년
- 베리베리 뮤우뮤우(황 푸링)
- 시스터 프린세스 RePure(카호)
- 원반황녀 왈큐레(왈큐레[꼬마])
- 쁘띠 프리 유시(앙페리나)

2003년
- 원반황녀 왈큐레 12월의 야상곡(왈큐레[꼬마])

2004년
- 블리치 (쿠사지시 야치루)

2005년
- 파니포니대쉬(타에코)
- 츠바사 크로니클 1기(프리메라)

2006년
- 러브돌~Lovely Idol~(나루세 유키미)

2008년
- 라이브온 카드리버(아마오 미루)

### OVA
2002년
- ONE~빛나는 계절로~(오리하라 미사오)

2005년
- 원반황녀 왈큐레 성령절의 신부(왈큐레[꼬마])

2006년
- 원반황녀 왈큐레 시간과 꿈과 은하의 연회(왈큐레[꼬마])

### 극장판
2002년
- 피아캐롯에 어서오세요 극장판 ~사야카의 사랑이야기~(키미시마 나나)

### 게임
2002년
- 에버17~the out of infinity~(야가미 코코)

2006년
- 서몬 나이트4(미리네지)